# Projecte AINA
AINA és un projecte impulsat pel Departament de Polítiques Digitals i Administració Pública en col·laboració amb el Centre de Supercomputació de Barcelona per garantir la supervivència i la competitivitat del català al món digital amb l'ajuda de la intel·ligència artificial. El projecte va ser presentat el mes de desembre de l'any 2020 pel conseller de Polítiques Digitals de la Generalitat de Catalunya Jordi Puigneró. El projecte ha estat anomenat AINA en homenatge a la filòloga menorquina Aina Moll, personatge molt rellevant per la promoció i normalització del català i la primera Directora General de Política Lingüística de la Generalitat de Catalunya. A més, el nom de AINA conté una referència a la tecnologia de la intel·ligència artificial (AI: artificial intelligence).
El Projecte AINA utilitza la tecnologia Common Voice de Mozilla perquè els usuaris puguin donar la seva veu.

## Objectius
El projecte té com a finalitat promocionar i afavorir la presència de la llengua catalana al paradigma tecnològic, informàtic i audiovisual actual, amb una mirada també més extensa per afavorir-ne la presència durant els anys. L'objectiu és també generar els recursos necessaris per tal que tothom qui vulgui pugui utilitzar el català al món digital. AINA generarà els recursos digitals i lingüístics per facilitar el desenvolupament d'assistents de veu, traductors automàtics o agents de conversa en català. El projecte està pensat com un dels grans pilars per a la normalització lingüística del català al món digital.

## Pla econòmic
El pressupost del projecte és globalment de 13,5 milions d'euros que estaran disponibles en el període comprès entre els anys 2020 i 2024. És un dels projectes prioritzats pel Departament de Polítiques Digitals i ha estat finançat amb els fons europeus NextGenerationEU. Arrenca inicialment amb una aportació de 250.000 € per part de la Generalitat de Catalunya.